# VS (fusée-sonde)
Pour les articles homonymes, voir VS.

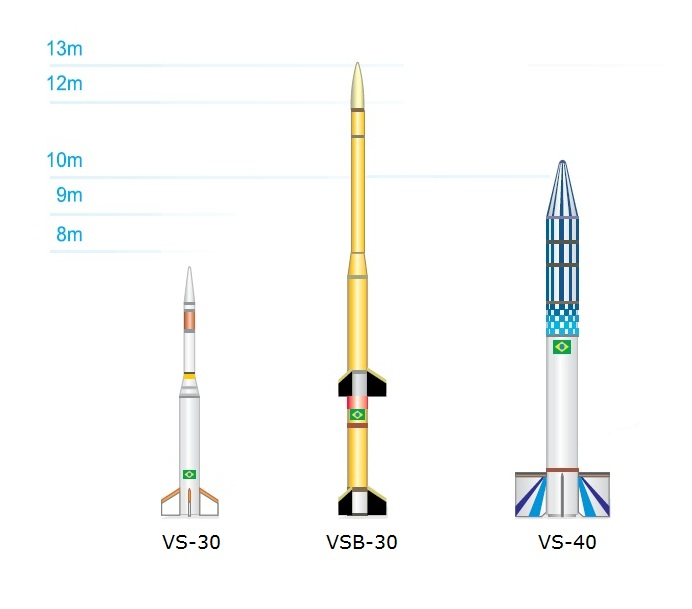
Schéma de trois des fusées sondes

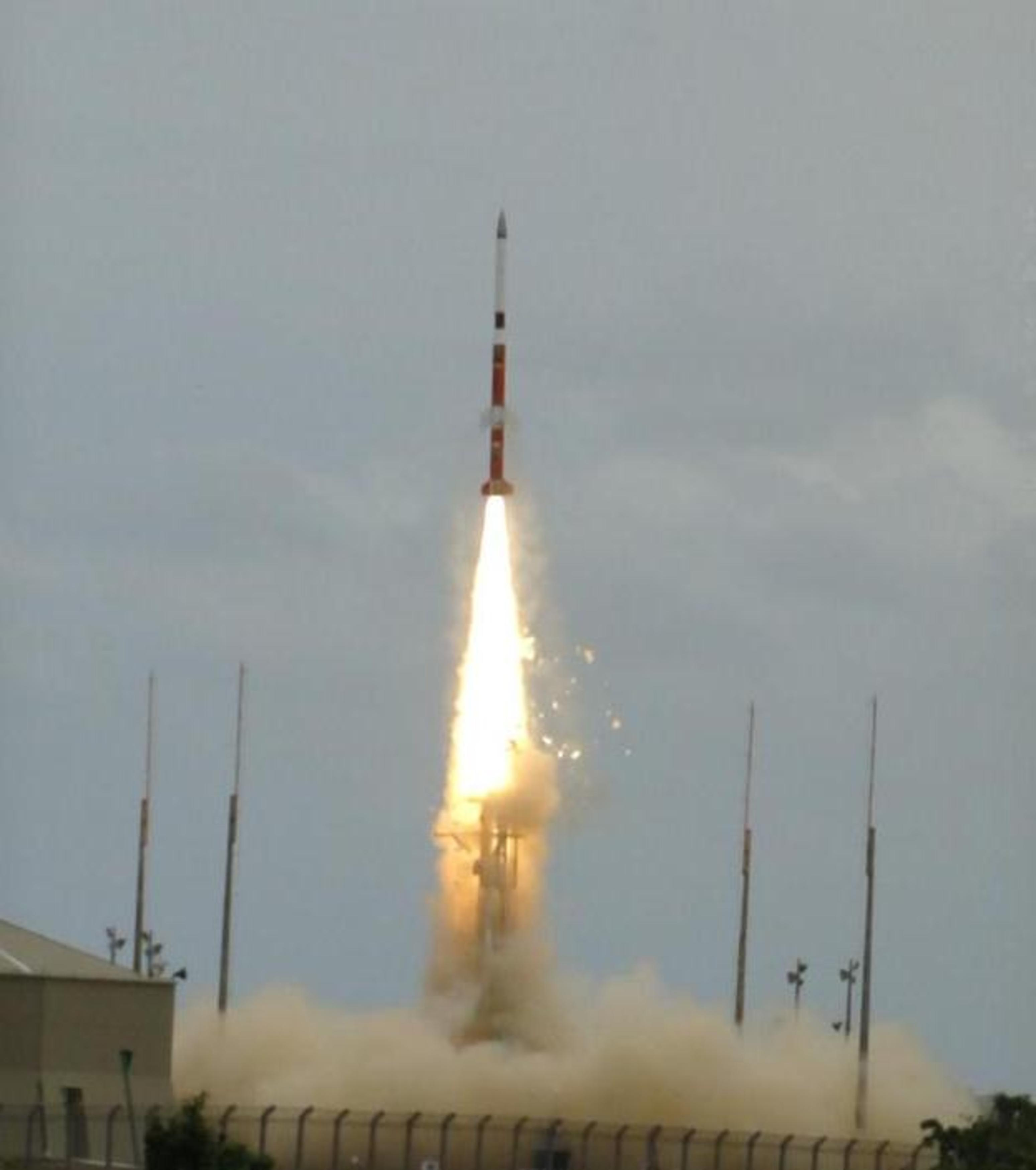
Lancement d'une VSB-30 depuis la base d'Alcantara.

VS est une famille de fusées-sondes non guidées à propergol solide développée par le Brésil à partir des années 1990. Elles prennent la suite des fusées-sondes Sonda. Elles sont essentiellement utilisées pour lancer des expériences scientifiques dans la haute atmosphère. Leur développement a fait l'objet d'une coopération importante avec l'agence spatiale allemande, la DLR.

## Historique
En s'appuyant sur l'expérience avec ses fusées-sondes Sonda, en particulier Sonda 4, le Brésil a développé une nouvelle famille de fusées-sondes non guidées au début des années 1990. 

## Fusées

### VS-40
Est la première conçue : cette fusée non guidée à deux étages à propulsion solide est développé initialement pour tester le fonctionnement du 4e étage S-44 du lanceur VLS-1 dans le vide. Le premier étage de la fusée-sonde (S-40TM), est le second étage du lanceur VLS-1. Le premier tir qui a lieu le 2 avril 1993 permet de qualifier le dernier étage du lanceur et atteint une altitude de 950 km avec une charge utile de 500 kg. Deux autres tirs ont lieu par la suite. De nouveaux tirs sont planifiés vers 2014 pour requalifier les deux étages du lanceur VLS-1 qui ont subi de légères évolutions.

### VS-30
Est une fusée-sonde mono-étage utilisée seule ou avec un étage supérieur d'origine étrangère qui est lancée depuis le centre de lancement d'Alcântara ou depuis la base de lancement d'Andøya en Norvège. Elle est également utilisée comme second étage de la fusée sonde VSB-30. L'agence spatiale allemande, la DLR, à la recherche d'une fusée-sonde pour ses expériences de microgravité, a participé à son développement et l'a utilisé dans le cadre des lancements depuis Anoya. Le premier tir a eu lieu le 28 avril 1998. La VS-30 Orion développée à l'initiative de l'agence allemande comprend un étage supérieur Orion développé dans le cadre d'une coopération italo-américaine qui lui permet de lancer une charge utile de 150 kg à une altitude de 300 km permettant de réaliser des expériences de microgravité durant 7 minutes. Son premier vol a eu lieu le 21 aout 2000.

### VSB-30
La coopération germano-brésilienne a franchi une nouvelle étape avec le développement de la VSB-30. Cette fusée à deux étage a été développée pour remplacer la Skylark conçue en 1957 et utilisée pour les expériences de microgravité européennes mais dont la production devait s'interrompre en 2005. La fusée non guidée comporte deux étages S-31 et S-30 et peut recevoir un étage supplémentaire comme le TEXUS. Il a effectué son premier vol le 23 octobre 2004.

## Caractéristiques techniques
| Caractéristiques        | VS-40                       | VS-30                 | VS-30 Orion                  | VSB-30                    |
| ----------------------- | --------------------------- | --------------------- | ---------------------------- | ------------------------- |
| Étages                  | 1 étage S-40TM 1 étage S-44 | 1 étage S-30          | 1 étage S-30 1 étage Orion 2 | 1 étage S-31 1 étage S-30 |
| Moteur                  | Propergol solide HTPB       | Propergol solide HTPB | Propergol solide HTPB        | Propergol solide HTPB     |
| Masse                   | 6 737 kg                    | 1 508 kg              | 1 800 kg                     | 2 626 kg                  |
| Hauteur                 | 7,39 m                      | 5 à 7,8 m             | 9,6 m                        | 12,64 m                   |
| Diamètre maximum        | 1 m                         | 0,557 m               | 0,557 m                      | 1,557 m                   |
| Poussée initiale        | ? kN                        | 102 kN                | 102 kN                       | 240 kN                    |
| Apogée                  | 640 km                      | 160 km                | 320 km                       | 270 km                    |
| Charge utile            | 500 kg                      | 300 kg                | 300 kg                       | 392 kg                    |
| Autres caractéristiques | Non guidée                  | Non guidée            | Non guidée                   | Non guidée                |
| Premier tir             | 2 avril 1993                | 28 avril 1997         | 21 aout 2000                 | 23 octobre 2004           |
| Dernier tir             |                             |                       |                              |                           |
| Nombre de lancements    | 3                           | 10                    | 10                           | 14                        |
| Statut                  | en production               | en production         | en production                | en production             |

## Galerie

Fusées-sondes VS
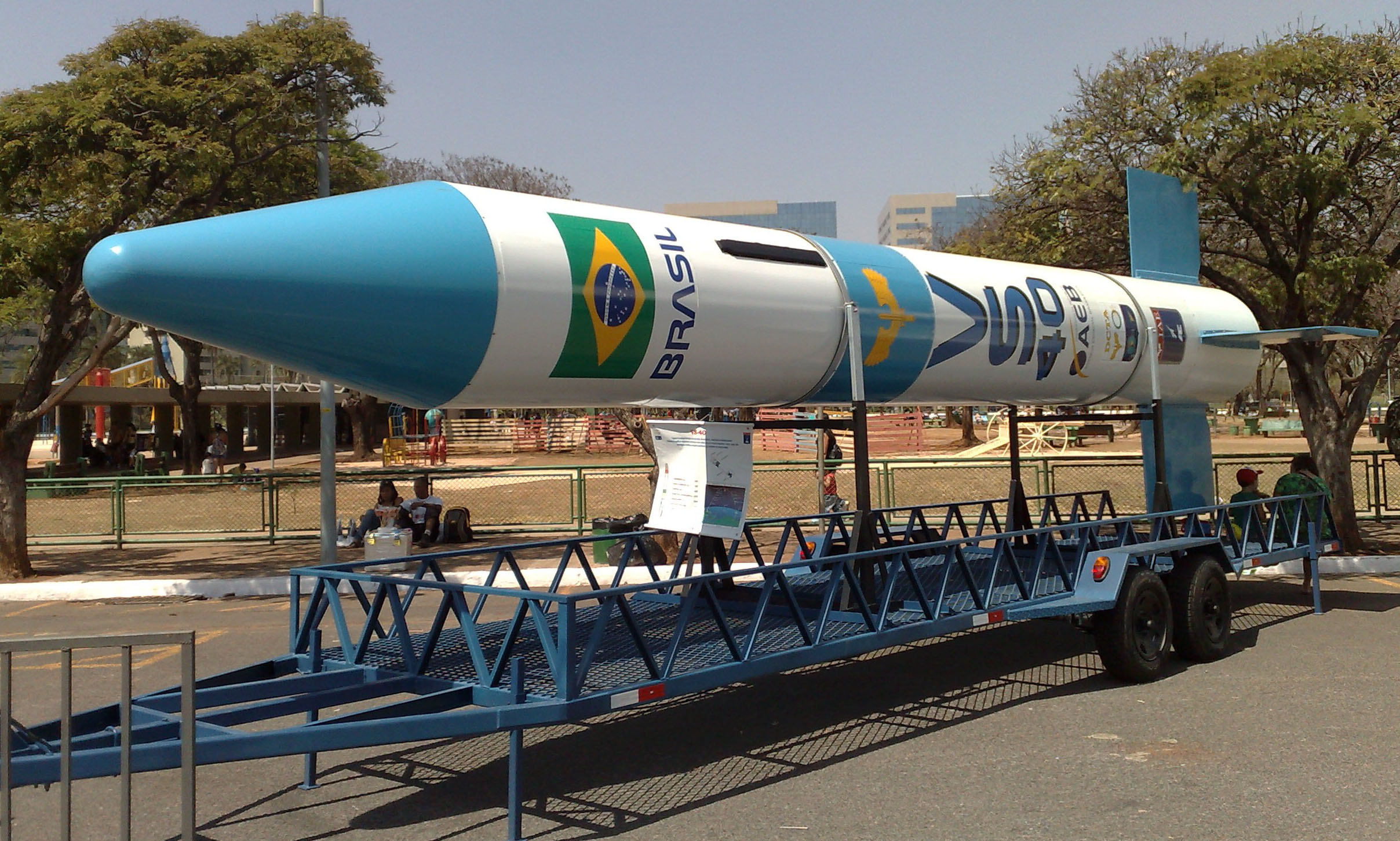
VS-40
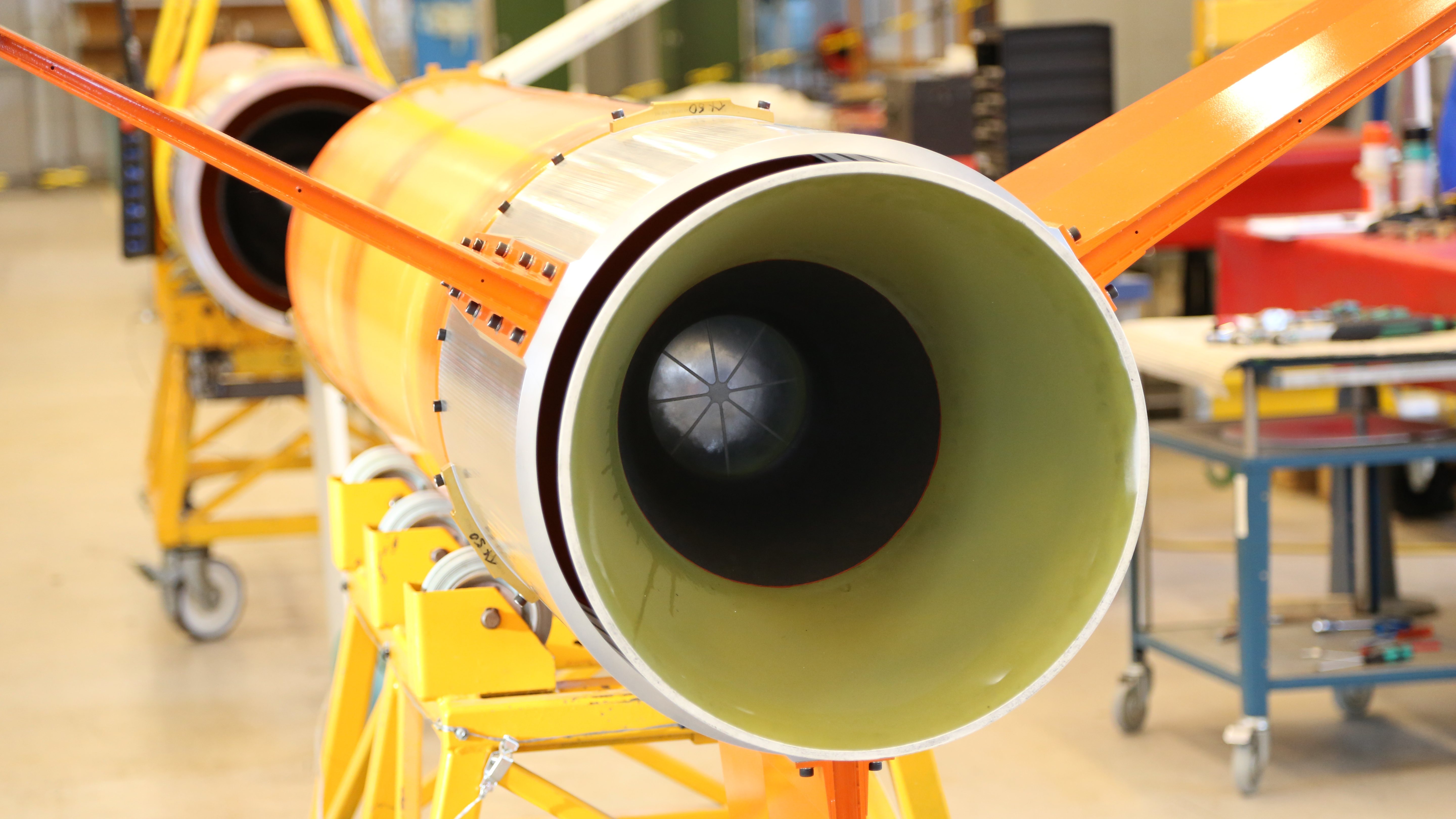
Étage VSB-30 d'une fusée-sonde TEXUS 50
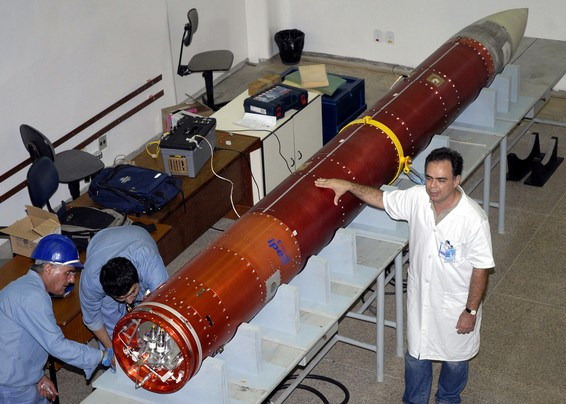
Charge utile d'une fusée VSB-30

### Source
- (en) Brian Harvey, Henk H F Smid et Theo Pirard, Emerging space powers : The new space programs of Asia, the Middle East ans South America, Springer Praxis, 2010 (ISBN 978-1-4419-0873-5)